# Lore (Star Trek)

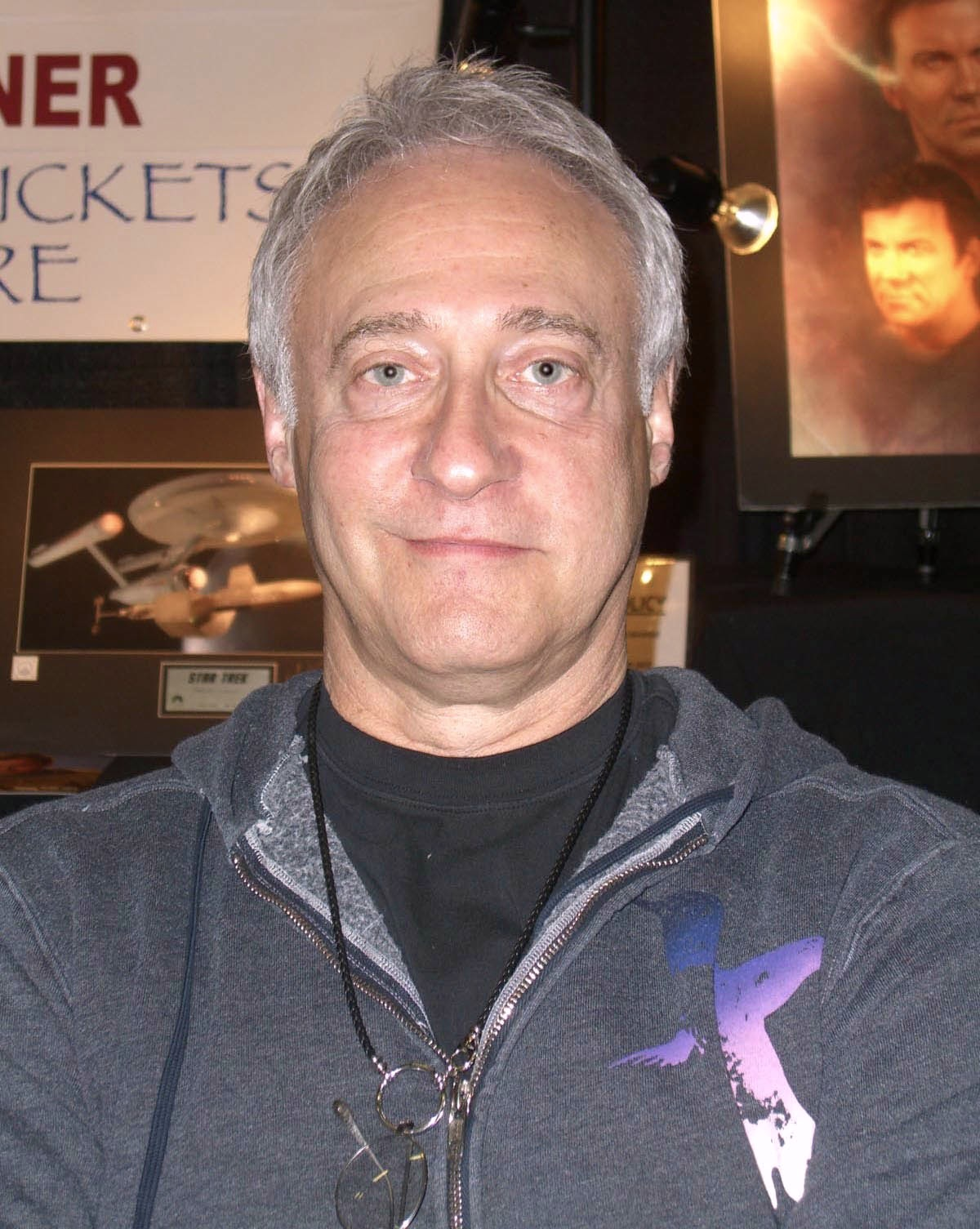
Brent Spiner.

 (décembre 2024).
Pour les articles homonymes, voir Lore.
Lore est un personnage de l'univers de fiction de Star Trek, et plus particulièrement de la série Star Trek : La Nouvelle Génération, interprété par l'acteur Brent Spiner.

## Biographie
Lore est un androïde créé par un génie, ayant perdu sa réputation après avoir dit qu'il pourrait créer un cerveau positronique : le docteur Noonien Soong. 
Ce scientifique, qui a eu pour mentor le docteur Ira Graves, est le premier (et le seul) à parvenir à créer un cerveau positronique, sur la colonie Omicron Theta. 
Avec l'aide d'une scientifique, Juliana O'Donnell, il met au point vers 2320 un premier androïde équipé d'un cerveau positronique, lui donnant le nom de B-4.
Ce premier androïde possède une structure mentale assez simple et une programmation assez basique (cf. Star Trek : Nemesis). Encouragé par cette réussite, le docteur Soong se lance dans une tâche beaucoup plus complexe : créer un androïde identique à l'homme, possédant l'intelligence et les émotions. Vers 2335, au bout de quinze ans de recherche et après trois échecs successifs, il active cette nouvelle création et l'appelle Lore. Malheureusement, en créant Lore, le docteur Soong avait oublié de prendre en compte un autre facteur : les colons d'Omicron Theta. 
Ces derniers envient Lore pour les perfections qu'il représente et qu'ils n'atteindront jamais : vie éternelle, force surhumaine, quasi-invulnérabilité… Le comportement jaloux des autres colons pervertit Lore. À leur contact, il apprend la jalousie, l'envie et la haine de l'autre. Devenu mauvais, son comportement change et il devient violent.
Noonien Soong voit ces changements et les colons l'obligent à désactiver Lore qui pourrait devenir un danger pour les autres. Il décide alors de créer un nouvel androïde, mentalement aussi complexe, mais dépourvu d'émotions. De cette manière, il ressemblera plus à un robot et ne sera pas jalousé. Cet androïde, qu'il appelle Data, devra se rapprocher de l'Homme en vivant à ses côtés et en apprenant. Vers 2337 il s'apprête à mettre Data en service, mais il constate que Lore devient un danger réel pour la colonie et il le désactive et le désassemble, ce qui attriste profondément Juliana. 
Entre 2337 et 2338, Data, tel un enfant, découvre la vie aux côtés des colons avec lesquels il s'entend très bien. Pour compléter la personnalité de l'androïde, le docteur lui implante les souvenirs des colons d'Omicron Theta. Pour cela, il le désactive temporairement. Satisfait du comportement de Data, le docteur Soong commence à travailler sur un nouvel androïde tellement parfait qu'il vieillirait comme un humain, qu'il passerait pour un humain auprès des systèmes de détection et qu'il ignorerait sa condition d'androïde. Ce que le docteur Soong ignore, c'est qu'avant d'être désactivé, Lore a eu le temps de contacter une entité étrange appelée "Entité Cristalline" afin qu'elle détruise les colons. En 2338, la colonie scientifique est attaquée et détruite par cette entité inconnue, qui est attirée par les formes de vie intelligentes, malheureusement, s'il réussit peu avant l'arrivée de l'entité à créer ce dernier androïde, il prendra les traits de sa défunte épouse, blessée mortellement par l'entité cristalline. D'ailleurs, le Dr Noonien Soong laissera un message que seul Data pourra lire: celui de laisser le Dr Juliana ignorante de son état d'androïde. 
Les différences entre Lore et Data sont d'une part que Data n'a pas de circuit émotionnel, et d'autre part le type de configuration de leurs cerveaux positroniques. Lore possède un cerveau de type L alors que Data en possède un de type R, probablement en référence au cerveau émotionnel ou cerveau gauche (Left) par rapport au cerveau rationnel ou cerveau droit (Right).
Lore a tendance à penser que l'humain est moins évolué que lui ne l'est, et il est possible que son expérience émotionnelle vis-à-vis des humains de la colonie d'Omicron Theta en soit la cause. De ce fait, pour lui, toute forme de vie organique est dépassée et surtout à éliminer. C'est en ce sens qu'il convainc un groupe de borgs de se joindre à lui. Il en prend la tête, faisant des expériences pour amener les éléments biologiques à devenir des éléments purement électroniques. Mais ce ne seront que des échecs.
Lore ressent principalement le côté sombre des émotions humaines : envie, colère, haine, plaisir de tuer, etc.

## Épisodes notables
- 12 (1-12) : Data et Lore (Datalore)
- 77 (4- 3) : Les Frères (Brothers)
- 152 (6-26) : Descente aux enfers - 1/2 (Descent [1/2])
- 153 (7- 1) : Descente aux enfers - 2/2 (Descent [2/2])